# Катабола
Катабола (порт. Catabola) — муниципалитет в Анголе, входящий в провинцию Бие. Площадь 3028 км2, население на 2006 год — 224 802 человек. Плотность населения — 74,2 человек на 1 км2. Крупнейший город — Катабола с населением 23 362 человек.